# Pia Kästner
Pia Kästner (Eisenhüttenstadt, 29 giugno 1998) è una pallavolista tedesca, palleggiatrice della Megavolley.

## Carriera

### Club
Pia Kästner muove i suoi primi passi nella pallavolo nel club della sua città natale, l'Eisenhüttenstadt, approdando in seguito nel settore giovanile del Potsdam. Entra poi a far parte della formazione federale dell'Olympia Berlino, con la quale gioca un quadriennio e debutta in 1. Bundesliga nella stagione 2014-15. Nel campionato 2017-18 viene ingaggiata dal MTV Stoccarda, al quale si lega per quattro annate e con cui conquista uno scudetto, trasferendosi poi nel campionato 2021-22 per la prima volta all'estero, disputando la Ligue A con l'Mulhouse e aggiudicandosi la Supercoppa francese.
Nella stagione 2022-23 rientra in patria per indossare per un biennio la casacca dello Schweriner, conquistando una Coppa di Germania e venendo anche eletta MVP del torneo, mentre nella stagione 2024-25 approda in Italia per disputare la Serie A1 con la Megavolley; prima dell'inizio dell'annata è però costretta a sottoporsi a un intervento alla schiena, che la costringe a un lungo stop.

### Nazionale
Viene convocata per vari tornei dalla nazionale tedesca under 18, under 19 e under 20.
Debutta invece in nazionale maggiore nel 2018, in occasione della Volleyball Nations League.

## Palmarès

### Club
- Campionato tedesco: 1

2018-19
- Supercoppa francese: 1

2021
- Coppa di Germania: 1

2022-23

### Premi individuali
- 2023 - Coppa di Germania: MVP